# Berthar
Berthar o Bertachar fue uno de los hijos del rey Basino y de Basina.

## Historia
Heredó el trono de los turingios junto a sus hermanos Hermanfredo y Baderico al morir su padre. Pero poco a poco Hermanfredo fue instigado por su esposa Amalaberga a que eliminase a sus hermanos para ostentar todo el poder, y Hermanfredo acabó matando a Berthar en una batalla en 529.
Berthar tuvo una hija, Radegunda, que fue obligada poco después a casarse con el rey franco Clotario I. Con el tiempo fue canonizada. 